# 乌卢帕米尔
乌卢帕米尔（直译：「大帕米尔」）是土耳其凡省埃爾吉斯的一个村庄。村子里大多数是吉尔吉斯人，他们来自阿富汗北部瓦罕的大帕米尔和小帕米尔。
乌卢帕米尔村距离凡省132公里，距离埃尔吉斯32公里。现在那里生活着3850个吉尔吉斯人。该村的经济主要依靠农业和畜牧业。

## 历史
乌卢帕米尔的吉尔吉斯人的祖先最先居住在今天的吉尔吉斯斯坦，1920年代为了逃离苏联的布尔什维克，离开家园前往中国，1949年后，他们又从中国逃往南方。瓦罕走廊似乎是个安全的避风港，直到1970年代末阿富汗发生动乱。
1978年，阿富汗四月革命爆发，居住在阿富汗瓦罕区域的吉尔吉斯人又逃往巴基斯坦。 然而，他们难以适应巴基斯坦的炎热气候，加之难民营不良的卫生条件,其中有450人被疾病夺去生命。他们请求在白沙瓦的美国领事馆签发5000张签证，以便在阿拉斯加州（与瓦罕气候和温度相同的地区）安家。 他们的请求被拒绝了。 为解决这个问题，团体头领提议以移民身份前往土耳其，并向土耳其驻巴基斯坦大使馆提出协助请求。
1982年，凯南·埃夫伦领导的土耳其军政府同意了他们的请求，1150名吉尔吉斯人乘飞机抵达阿达纳。之后，他们被分别安置在马拉蒂亚省和凡城省。 1983年， 图尔古特·厄扎尔将他们定居在凡城省的阿尔滕代雷（Altındere）村，后来在吉尔吉斯人请求下改名为乌卢帕米尔（吉尔吉斯语的“大帕米尔”）。
纪录片《一只死羊的37种用法》，帕米尔吉尔吉斯人的故事就是记述这些吉尔吉斯人在他们新的家园的生活。

## 文化

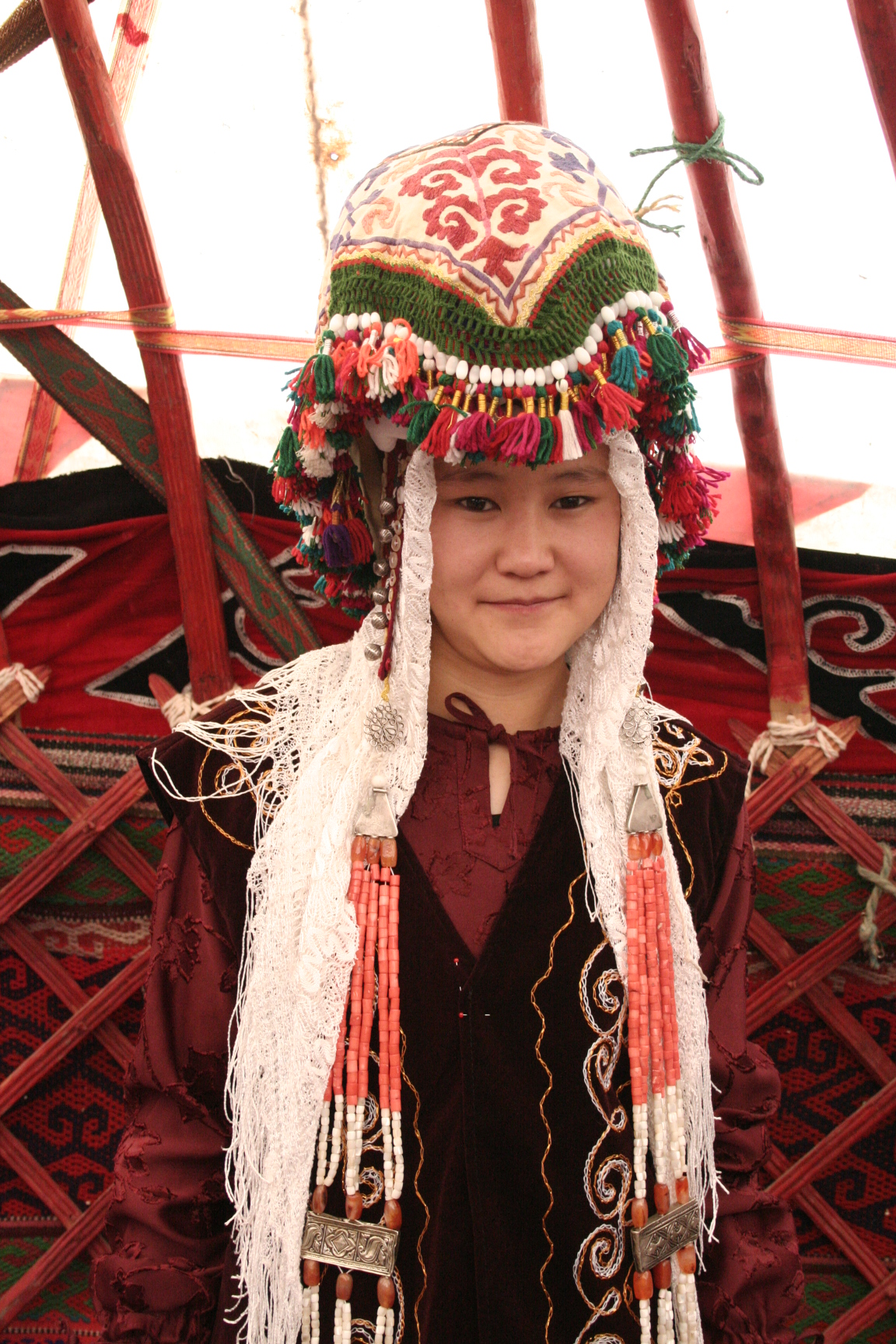
乌卢帕米尔村少女

该村有一个文化组织，称为“帕米尔文化教育组织”（土耳其語：Pamir Kültür Eğitim Derneği），旨在保护他们的文化和家庭传统和手工艺品。

### 传统
总的来说，他们具有古老的土耳其文化，他们非常好客，以民间舞蹈和五彩的婚礼而闻名。
每年六月都举行“爱兰博览会”，用于保护村庄的身份和独特的文化。活动从阅读玛纳斯史诗开始，传统服装，手工艺品，饰品在节日里展出。
吉尔吉斯的民族运动是表演马背叼羊比赛是节日中最有趣的一部分。

### 食物
传统食物包括土耳其饺子、吉尔吉斯抓饭、面包和肉食，不同种类肉和奶酪的土耳其薄饼，以及不同种类的面团食品。